# 郭莊 (隆慶進士)
郭莊（1530年—1582年），字子蒞，陝西鞏昌府徽州人，軍籍，明朝政治人物。

## 生平
嘉靖四十年（1561年）辛酉科陝西鄉試第三名舉人，隆慶二年（1568年）中式戊辰科會試第三百五十三名，三甲第二百一十七名進士。考選翰林院庶吉士，四年（1570年）三月授山東道監察御史，萬曆元年（1573年）十二月復除御史原職，巡按四川，五年（1577年）五月巡視京營。十年（1582年）卒，年五十三。

## 家族
曾祖郭璣，贈戶部員外郎；祖父郭從道，按察司僉事；父郭維垣，母劉氏；繼母楊氏。重慶下。